# Simon Williams (szachista)
Simon Kim Williams (ur. 30 listopada 1979 w Guildford) – angielski szachista i autor książek o tematyce szachowej, arcymistrz od 2008 roku.

## Kariera szachowa
Zasady gry w szachy poznał w wieku 6 lat. Pomiędzy 1993 a 1999 r. wielokrotnie reprezentował Anglię na mistrzostwach świata i Europy juniorów w różnych kategoriach wiekowych. W 1995 r. podzielił I m. (wspólnie z Evarthem Kahnem) w turnieju First Saturday (edycja FS04 IM) w Budapeszcie oraz zwyciężył w kołowym turnieju w Richmond. W 1998 r. podzielił I m. (wspólnie z Richardem Batesem) w Newport, w 1999 r. zwyciężył w Hampstead (turniej B, wspólnie z Brianem Kellym) oraz w Witley (wspólnie z Karlem Mahem), natomiast w 2002 r. podzielił I m. (wspólnie z Simonem Knottem) w Londynie. W 2004 r. odniósł duży sukces, zdobywając w Scarborough tytuł indywidualnego wicemistrza Wielkiej Brytanii. Podzielił również I m. (wspólnie z Andriejem Szczekaczewem) w Schwarzach. W 2008 r. podzielił II m. w Samnaun (za Michaiłem Ułybinem, wspólnie z m.in. Danielem Gormallym, Thomasem Pähtzem i Frankiem Holzke), natomiast w 2009 r. podzielił II m. (za Jonem Hammerem, wspólnie z Markiem Hebdenem i Jovanką Houską) w turnieju London Chess Classic Open w Londynie oraz zwyciężył w międzynarodowych mistrzostwach Szwajcarii, rozegranych w Grächen (wyprzedzając m.in. Wiktora Korcznoja) i w otwartym turnieju w Amersham. Również w 2009 zdobył w Torquay brązowy medal indywidualnych mistrzostw Wielkiej Brytanii oraz wystąpił w reprezentacji Anglii na rozegranych w Nowym Sadzie drużynowych mistrzostwach Europy. W 2010 r. zajął II m. (za Anthony Kostenem) w Crowthorne oraz podzielił I m. (wspólnie z Gawainem Jonesem) w turnieju London Chess Classic Open w Londynie.
Najwyższy ranking w dotychczasowej karierze osiągnął 1 listopada 2009 r., z wynikiem 2550 punktów zajmował wówczas 7. miejsce wśród angielskich szachistów.

## Publikacje
- Play the Classical Dutch (2003), Gambit, ISBN 978-1-901983-88-3
- Improve Your Attacking Chess (2004), Gambit, ISBN 978-1-904600-09-1
- How to Crush Your Chess Opponents (2008), Gambit, ISBN 978-1-904600-99-2
- The New Sicilian Dragon (2009), Everyman, ISBN 978-1-85744-615-9
- Dangerous Weapons: The Dutch: Dazzle your Opponents! (2009), Everyman, ISBN 978-1-85744-624-1 (wspólnie z Richardem Palliserem i Jamesem Vigusem)
- How to Win at Chess - Quickly! (2010), Everyman, ISBN 978-1-85744-631-9
- Attacking Chess: The French (2011), Everyman, ISBN 978-1-85744-646-3